# Constantin „Turcu” Dumitrescu
Constantin Dumitrescu zis „Turcu” (n. 25 februarie 1868, Morunglav, România – d. 1935, Craiova, România) a fost unul dintre generalii Armatei României din Primul Război Mondial. La naștere a purtat numele de familie „Ioan” pe care l-a schimbat ulterior în „Dumitrescu”.
A îndeplinit funcții de șef de stat major de divizie și comandant de brigadă și divizie în campaniile anilor 1916, 1917 și 1918.

## Carieră militară
După absolvirea școlii militare de ofițeri cu gradul de sublocotenent, Constantin Dumitrescu a ocupat diferite poziții în cadrul unităților de infanterie sau în eșaloanele superioare ale armatei, cea mai importantă fiind cea de comandant al Regimentului 56 Infanterie.
În perioada Primului Război Mondial a îndeplinit funcțiile de șef de stat major al Diviziei 1 Infanterie, comandant al Brigăzii 12 Infanterie, comandant al Brigăzii 22 Infanterie, și comandant al Diviziei 7 Infanterie. distingându-se în mod special în cursul Bătăliei de pe Valea Jiului, din anul 1916, precum și în operațiile militare postbelice.:p. 138)

## Decorații
- Ordinul „Coroana României”, în grad de ofițer (1910)
- Ordinul „Steaua României”, în grad de ofițer (1917)
- Medalia „Avântul Țării”, (1913)[2]:p. 10